# (500614) 2012 UK145
(500614) 2012 UK145 es un asteroide perteneciente al cinturón de asteroides, región del sistema solar que se encuentra entre las órbitas de Marte y Júpiter, descubierto el 19 de agosto de 2006 por el equipo del Spacewatch desde el Observatorio Nacional de Kitt Peak, Arizona, Estados Unidos.

## Designación y nombre
Designado provisionalmente como 2012 UK145. 

## Características orbitales
2012 UK145 está situado a una distancia media del Sol de 3,102 ua, pudiendo alejarse hasta 3,522 ua y acercarse hasta 2,681 ua. Su excentricidad es 0,135 y la inclinación orbital 5,419 grados. Emplea 1995,55 días en completar una órbita alrededor del Sol.

## Características físicas
La magnitud absoluta de 2012 UK145 es 16,8. 